# Sidman (Pennsylvanie)
Sidman est une census-designated place située dans le comté de Cambria, dans l’État de Pennsylvanie, aux États-Unis. Lors du recensement de 2020, elle compte 431 habitants.